# Ветрище
Ветрище е село в Североизточна България. То се намира в община Шумен, област Шумен.

## Описание
Село Ветрище е сред малките селища в Община Шумен. Отстои на 11 км от областния център. Тази близост го прави сателит, свързан не само административно, но и органически с града. Голяма част от живеещите в селото са жители на Шумен. Селото е добре благоустроено, с асфалтирани улици, водоснабдено с питейна и поливна вода, удобно за живеене. В близост до селото има гора, а чистият въздух го прави привлекателно за пълноценен отдих. През последните години са изградени много вили, което все повече придобива облик на вилна зона.
В землището на с. Ветрище се намират следи от тракийската и римската античност. Предшественик на с. Ветрище е с. Юрук Касъм, което е било разположено на 200-300 метра югозападно от днешното село в м. Юртлука. За пръв път за него се споменава в един регистър на джелепкишаните от 1573 г., но има сериозни основания да се предполага, че като юрушко село е създадено 30-40 години по-рано. Тъй като терена на който било разположено селото бил мочурлив и ставал причина за болестни епидемии, в продължение на няколко десетилетия през XIX век то било напуснато. Част от населението се заселило на високата част на землището и приело името Сърт махле, а другата – на по-равнинната част отвъд р. Поройна, като селището приело името Насърлий. От документите след Освобождението се вижда, че за приемник на старото село се смята с. Сърт махле, тъй като попада в землищетому. През 1934 г. Сърт махле приема името Ветрище.
От Освобождението до 1956 г. селото е съставно най-напред към Община Мараш (Преславска околия), след това към към общините Дибич, Вехтово, Злокучен (дн. с. Ивански), Шуменска околия. От 1956 г. до 1959 г. е център на община със съставни села Вехтово и Радко Димитриево към Шуменсска околия. Днес е в състава на Община Шумен.
Преди десетилетия във Ветрище е имало около 100 къщи, а постоянните му жители са били между 450 и 500 души. В началото на XXI век жителите на селото наброяват около 220 души, но къщите вече са около 160.
Основен поминък на населението е земеделие и скотовъдство, за което благоприятства плодородната земя и добрите пасища. Страничен доход за голяма част от населението е Тухларската фабрика, както и пренесеното от тракийските бубарство.
Повече за миналото на с. Ветрище може да прочетете в изследването на ст.н.с. д-р Дечко Лечев „Ветрище. Исторически бележки’. Изд. „Славена“, Варна, 2006 г.

## Население
Численост на населението според преброяванията през годините:
| \| Година на преброяване \| Численост \| \| --------------------- \| --------- \| \| 1934 \| 433 \| \| 1946 \| 480 \| \| 1956 \| 455 \| \| 1965 \| 496 \| \| 1975 \| 387 \| \| 1985 \| 346 \| \| 1992 \| 301 \| \| 2001 \| 223 \| \| 2011 \| 195 \| \| 2021 \| 208 \| |           |
| Година на преброяване | Численост |
| 1934 | 433       |
| 1946 | 480       |
| 1956 | 455       |
| 1965 | 496       |
| 1975 | 387       |
| 1985 | 346       |
| 1992 | 301       |
| 2001 | 223       |
| 2011 | 195       |
| 2021 | 208       |

### Етнически състав

#### Преброяване на населението през 2011 г.
Численост и дял на етническите групи според преброяването на населението през 2011 г.:
|                     | Численост | Дял (в %) |
| Общо                | 195       | 100,00    |
| Българи             | 80        | 41,02     |
| Турци               | 106       | 54,35     |
| Цигани              | 6         | 3,07      |
| Други               |           |           |
| Не се самоопределят |           |           |
| Неотговорили        | 0         | 0,00      |

## Религии
Във Ветрище живеят два етноса – турци, потомци на някогашните юруци и българи заселени тук към края на 20-те години от Тракия. Затова в селото има изградени два молитвени храма – джамия през 1927 г. и черква „Св. вмч Геоги Победоносец“ през 2004 г. за източноправославните християни.

## Културни и природни забележителности
В селото има читалище „Изгрев“ основано през 1929 г.

## Редовни събития
По инициатива на читалището ежегодно се организира единствения в страната „Празник на терлика и плетивата“.